# 석장 손양동
석장 손양동은 전라남도 목포시 석현동에 있다. 2013년 7월 8일 목포시의 문화유산 제25호로 지정되었다.

## 개요
손양동은 전라남도 석공 1세대로 고향은 현 신안군 비금이며, 3살 때 목포로 이주하여 목포지역의 많은 석조건물을 건축한 목포 근대건축사의 산 증인이다. 목포에서 제일석재를 운영하였으며 현재는 아들 손창식이 가업을 이어가고 있다. 손양동은 일제강점기 조선은행 목포지점 건축에 참여한 것을 비롯하여 목포의 대표적인 근대 건축물을 직접 지었다. 1930년대 산정초등학교, 1950년대 목포사범학교, 경동천주교회, 북교동성당, 일로성당 등의 건축에 참여하여 직접 설계와 석공 작업을 하였다. 건물 뿐만 아니라 홍도 방파제와 목포산정동성당 석축작업에도 참여한 목포 근대 건축사의 산증인이다. 1938년에 만든 해태상, 현 남농기념관 비석, 진도 소치 기념비등의 대표적인 작품이다.